# 圣贝尔纳堂区 (路易斯安那州)
聖貝爾納堂區（英語：St. Bernard Parish）是位於美国路易斯安那州最東部的一個堂區，面積4,646平方公里（當中3,441平方公里，即74.07%為水面面積，為全州最大）。根據2020年美國人口普查，共有人口43,764人。治所查爾梅特（Chalmette）。該堂區成立於1807年3月31日，名稱來自聖貝爾納堂区（以聖伯爾納鐸Bernard de Clairvaux命名）。